# Mary Mapes Dodge
Mary Mapes Dodge (New York, 26 gennaio 1831 – New York, 21 agosto 1905) è stata una scrittrice e editrice statunitense, principalmente nota per il romanzo Pattini d'argento (Hans Brinker, Or, the Silver Skates), pubblicato nel 1865.

## Biografia
Mary Elizabeth Mapes era figlia del professor James Jay Mapes e di Sophia Furman di New York.
Figlia di scienziati, la sua scuola fu la casa, dove ricevette una severa educazione grazie a diversi maestri privati. A soli vent'anni, nel 1851 sposò l'avvocato William Dodge. Durante i successivi quattro anni ebbe due figli. Nel 1857, William si trovò di fronte a gravi difficoltà finanziarie e lasciò la sua famiglia nel 1858. Un mese dopo la sua scomparsa, il suo corpo fu trovato forse annegato e perciò Mary Mapes Dodge divenne vedova.
Nel 1859 iniziò a scrivere, collaborando con il padre nella pubblicazione di due riviste, Il contadino che lavora e Diario degli Stati Uniti. Per diversi anni ebbe un grande successo con la pubblicazione del libro Le storie di Irvington (1864) e un romanzo che è stato rivendicato. Pubblicò poi Pattini d'argento, la storia di Hans e di sua sorella Gretel; entrambi puntano ad uno scopo: lui vuole guarire suo padre, lei vuole vincere i pattini d'argento, premio di una gara di pattinaggio. Il libro fu un best seller immediato.
Più tardi fu editore associato di Hearth e Home, a cura di Harriet Beecher Stowe. Si trasformò poi in un editore per proprio conto con la rivista per bambini: San Nicholas Magazine, per il quale ottenne racconti di famosi autori tra cui Mark Twain, Louisa May Alcott e Robert Louis Stevenson. La rivista divenne una delle più popolari per bambini nella seconda metà del XIX secolo, con una tiratura di circa 70 000 copie.
Morì nel 1905 nella sua casa estiva di Tannersville.
Mary Dodge è sepolta nel cimitero di Evergreen, nel New Jersey.

## Opere

### Romanzi
- The Irvington Stories, 1864
- Pattini d'argento (Hans Brinker, or The Silver Skates), 1865
- A Few Friends and How They Amused Themselves, 1869
- Baby Days, 1876
- Theophilus and Others, 1876
- Donald and Dorothy, 1883
- Baby World, 1884
- The Land of Pluck, 1894

### Poesia
- Rhymes and Jingles, 1874
- Along the Way, 1879
- When Life Is Young, 1894